# Aire archéologique de Pérouse
L'Aire archéologique de Pérouse  (en italien : Area archeologica di Perugia) désigne l'ensemble des tombes étrusques situées aux alentours de Pérouse en Ombrie (Italie). 

## Description
La nécropole de la vieille ville étrusque de Pérouse se trouve tout autour de la ville ; le reste du vaste site archéologique est lié aux diverses localisations dispersés sur le territoire. L'aire comporte les restes d'anciennes tombes et de monuments étrusques datant du Ve siècle av. J.-C. jusqu'à l'époque romaine. 
Les nécropoles sont placées le long des routes principales et témoignent du développement du territoire dans la période hellénistique.
Le nombreuses et riches trouvailles provenant des divers sites sont conservés au Musée national d'archéologie de l'Ombrie de Pérouse.

## Liste des principales tombes
- Hypogée des Volumni,
- Nécropole du Palazzone
- Nécropole de Strozzacapponi
- Hypogée de San Manno
- Hypogée villa Sperandio
- Tombe des Cai Cutu reconstituée au musée avec le mobilier funéraire et les sarcophages.